# Чёднувуйк
Чёднувуйк, или Тьёрнувик или Тьёрнувиг (фар. Tjørnuvík [ˈtʃʰœdnʊvʊik]) — посёлок на Фарерских островах (остров Стреймой, Дания).

## История
Поселение было исследовано археологом Сверри Далем (Sverri Dahl, 1910—1987) в конце 40-х — 50-х годах XX века. В слоях, датируемых седьмым веком, была обнаружена пыльца овса, кроме того, было обнаружено женское захоронение (X век), в котором была найдена булавка кельтского типа. Эти находки свидетельствуют о заселении этой территории кельтами ещё до прихода скандинавов и/или тесных контактах с Британскими островами. К десятому веку и культуре викингов относят погребение сразу двенадцати человек, что может служить указанием на довольно значительный размер, которого достигло поселение к этому времени.
Особый интерес для исследования представляет место расположения старой церкви (и кладбища). Средневековые церкви существовали как в Чёднувуйке, так и в соседнем Саксуне. Саксунская церковь была упразднена при реформации. Однако в 1853 году король Фредрик VII удовлетворил прошение о строительстве церкви в Саксуне и строительстве новой церкви в Чёднувуйке. Для этого в 1858 году наиболее ценные деревянные части старой Чёднувуйкской церкви (конец XVII века) перенесли в Саксун и установили на каменные стены. Однако строительство церкви в Чёднувуйке затянулось до 1937 года.

## Интересные факты
- После работ Даля в Чёднувуйке, следующее кладбище периода викингов на Фарерских островах удалось локализовать только в начале 90-х годов[9][7].
- Деревня знаменита двумя скалами-рауканами, 71 и 68 метров в высоту.